# 150 Greenwich Street
150 Green Street este o clădire ce se află în New York City.

## Legături externe
- Emporis